# محمد علي حسن (أمير)
الأمير محمد علي حسن هو الولد الوحيد للأمير حسن باشا، ابن خديو مصر إسماعيل باشا.
تخرج في أكاديمية ساند هيرست العسكرية، وكان ترتيبه الرابع في الأمر الملكي الذي أصدره الملك فؤاد الأول بترتيب درجة قرابة الأمراء له، حيث سبقه في ذلك الترتيب الأمير (آنذاك) فاروق ـ ولي العهد ـ ثم الأمير محمد علي توفيق، ثم الأمير كمال الدين حسين.
رأس مجلس إدارة نادي السلاح المصري.